# Роблес, Карлос Алехандро
Карлос Алехандро Роблес Хименес (исп. Carlos Alejandro Robles Jiménez; родился 11 июля 2000 года в Тепик, Мексика) — мексиканский футболист, защитник клуба «Атлас».

## Клубная карьера
Роблес — воспитанник клуба «Атлас». 23 февраля 2017 года в поединке Кубка Мексики против «Пуэблы» он дебютировал за основной состав.

## Международная карьера
В 2017 году в составе юношеской сборной Мексики Роблес выиграл юношеский чемпионата Северной Америки в Панаме. На турнире он сыграл в матчах против команд Сальвадора, Ямайки, Панамы, Коста-Рики и дважды США. В поединке против американцев Карлос забил гол.
В том же году Роблес принял участие в юношеском чемпионате мира в Индии. На турнире он сыграл в матчах против команд Ирака, Англии, Чили и Ирана.

## Достижения
Международные
 Мексика (до 17)
- Юношеский кубок КОНКАКАФ — 2017